# Congreso de Erfurt

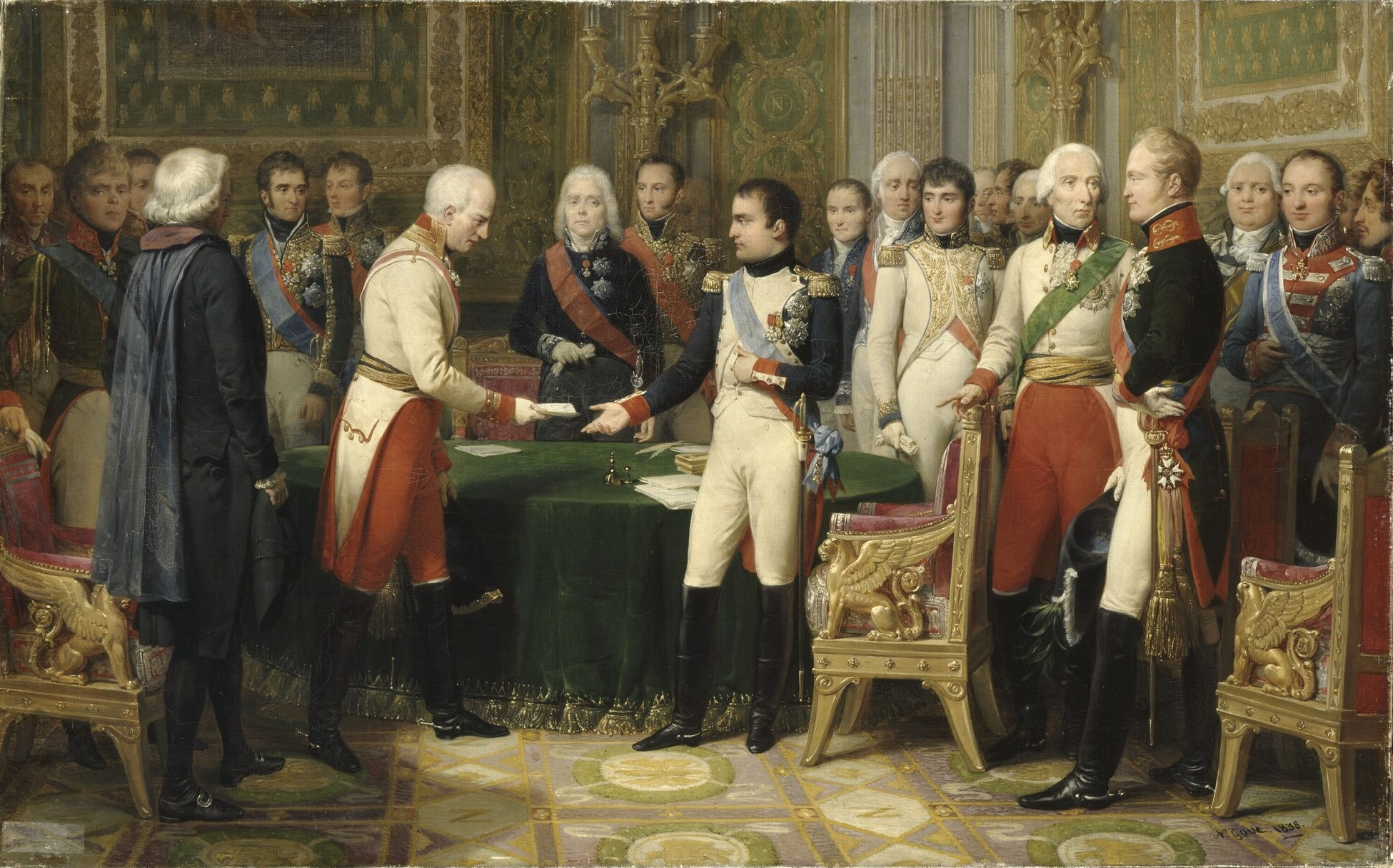
Napoleón I de Francia recibe junto al Zar Alejandro I de Rusia (3º dcha.) al embajador de Austria en Érfurt.

El Congreso o Conferencia de Érfurt consistió en el encuentro entre el Emperador Napoleón I de Francia y el Zar Alejandro I de Rusia en 1808, en un intento de reafirmar la alianza iniciada tras el anterior Tratado de Tilsit que siguió al fin de la guerra de la Cuarta Coalición. En Tilsit, Napoleón había convertido al impresionable Alejandro en un ferviente admirador suyo, pero los sentimientos antifranceses de la corte rusa durante el año anterior habían socavado la recientemente iniciada alianza. 
Napoleón y su ministro de exteriores Talleyrand buscaban fortalecer la alianza de nuevo, y en Érfurt, Napoleón trató de acobardar a Alejandro con las glorias del Imperio Francés. No se puede asegurar si Napoleón tuvo o no éxito en detener la decadencia de esta alianza, pero Erfurt fue el último encuentro entre los dos líderes.
En 1812, Rusia dejó de cumplir el Bloqueo Continental contra el Reino Unido, y los sentimientos francofobos en la corte habían alcanzado su cénit. Los gastos de defensa rusos habían sido incrementados, y se disponían tropas en la frontera como preparación para la invasión de Polonia. Napoleón previno esta invasión atacando a su vez con mayores fuerzas.
Desde el inicio de la alianza en Tilsit, algunos observadores pensaron que los dos estados más poderosos de Europa podrían coexistir en paz uno junto al otro. (El Gran Ducado de Varsovia no era sino un estado-satélite de Francia, vecino de Rusia.) Érfurt podría haber retrasado el inicio de las hostilidades, pero era tal vez inevitable que ambos gigantes terminaran enfrentándose tarde o temprano.